# The Killer Barbies
The Killer Barbies est un groupe de punk rock espagnol, originaire de Vigo, en Galice. Il est mené par la chanteuse et guitariste Silvia Superstar. Après un certain succès mené par le label indépendant espagnol Toxic Records, le groupe est distribué à l'international au label Drakkar Records en 2000.

## Biographie
Silvia Superstar (Silvia García Pintos) et Billy King (Antonio Domínguez) forment The Killer Barbies en 1994, et commencent rapidement à enregistrer des morceaux pour le label Toxic Records. Ils publient leur premier album, Dressed to Kiss, en 1995. Un an plus tard sort le deuxième album, ...Only for Freaks! peu après avoir participé au film de Jess Franco, Killer Barbys. Ils enregistrent un troisième album en 1998, Big Muff. Les trois albums se sont vendus à plus de 10 000 exemplaires chacun selon le groupe.
Le groupe signe par la suite ua label allemand Drakkar Records, afin d'obtenir un public plus large comparé à l'Espagne.
En 2000, ils publient leur premier album à l'international Bad Taste, qui comprend des morceaux réenregistrés issus de leurs derniers albums. En 2002, ils sortent le single Candy qui fait participer Bela B. de Die Ärzte et finalement d'autres morceaux pour l'album Sin Is In en 2003,. Puis sort la compilation Freakshow en 2004. La même année, Silvia Superstar participe à l'émission Die drei ??? und die singende Schlange. Le groupe se sépare en 2006, mais revient huit ans plus tard en 2014.

## Discographie

### Albums studio
- 1995 : Dressed to Kiss
- 1996 : Only for Freaks
- 1998 : Big Muff
- 1999 : Fucking Cool
- 2000 : Bad Taste
- 2003 : Sin Is In
- 2004 : Freakshow (CD + DVD)
- 2006 : 2 CD Boxset: Bad Taste — Sin Is In

### Singles et EP
- 1994 : Maqueta (démo)
- 1994 : I Wanna Live in Tromaville (single)
- 1994 : Elvis Live!! (single (1994)
- 1994 : Comic Books (single (1994)
- 1995 : Killer Barbies/Aneurol (split single)
- 1996 : Love Killer (single)
- 1996 : Freaktown (single)
- 1997 : Attack of the Killer Barbies (EP)
- 1997 : Crazy
- 2000 : Mars
- 2000 : Downtown
- 2002 : Candy